# Rio Bonito
Rio Bonito este un oraș în unitatea federativă Rio de Janeiro (RJ), Brazilia.